# Соглашение о разделе земли в Нунавуте
Соглашение о разделе земли в Нунавуте (англ. Nunavut Land Claims Agreement Act) — закон канадской территории Нунавут. Акт, подтверждающий соглашение и ставший вместе с актом о Нунавуте основой образования территории, был принят 10 июня 1993 года. Акт вступил в силу 31 декабря 1993 года.
Существует три версии соглашения: на английском и французском языках, а также на языке инуктитут, однако только первые две являются официальными:стр.12.

## Основной смысл документа
Конституционный акт 1982 года признаёт права первых наций Канады на землю. Соглашение о разделе земли в Нунавуте — документ, регулирующий эти права в новообразованной территории Нунавут. Соглашение было подписано между Её Величеством королевой Канады и инуитами Нунавута, интересы которых представляла Tunngavik Federation of Nunavut:стр.1. Основной текст соглашения был одобрен инуитами Нунавута на референдуме, который проходил с 3 по 6 ноября 1992 года:стр.1. Соглашение было заключено 25 мая 1993 года, 10 июня оно было одобрено федеральным правительством и ратифицировано генерал-губернатором, который представляет монархию в Канаде.

## Содержание соглашения
Соглашение представляет собой 282-страничный документ, состоящий из 42 разделов. В нём указаны подробнейшие границы территории (вместе с картой), описана политическая система, вопросы связанные с устройством природоохранных зон, в частности национальных и территориальных парков, природными ресурсами, использованием земли. Также в соглашении присутствует информация о налоговой системе, государственных контрактах, порядке трудоустройства инуитов
Особое место уделено определению земли и водных ресурсов общей площадью более 350 тысяч км², которые остаются в полной собственности инуитов:стр.156-158:
- северная часть района Баффин (в настоящее время Кикиктаалук) — 86 060 км²;
- южная часть района Баффин — 64 745 км²;
- район Киватин (в настоящее время Киваллик) — 95 540 км²;
- восточная часть района Китикмеот — 36 970 км²;
- западная часть район Китикмеот — 66 390 км²;
- район Саникилуак — 2 486 км².

## Статус природных ресурсов Нунавута
Земли Нунавута были разделены на две категории:
1. Территория в 35 тыс. квадратных миль, на которой инуитам принадлежит право собственности на все природные ресурсы.
2. Остальные территории, на которых инуитам принадлежит право на все ресурсы, кроме газа, нефти и минеральных ископаемых[3].